# Resurrection (película de 1927)
Resurrection ("Resurrección" en castellano) es una película dramática-romántica protagonizada por Dolores del Río, Rod La Rocque y Vera Lewis. Dirigida por Edwin Carewe. Fue estrenada el 19 de marzo de 1927 en Estados Unidos y significó un enorme éxito en taquilla.

## Argumento
Se inspira en la novela Resurrección (1899) del escritor ruso León Tolstoy. Katyusha, una chica de campo, es seducida y abandonada por el príncipe Dimitry. Dimitry se encuentra, años más tarde, en un jurado para acusar a Katyusha por un crimen. Él se da cuenta de que su abandono la condujo a tal crimen. Él la sigue a la prisión en Siberia, con la intención de redimirla y redimirse a sí mismo.

## Producción
La película significó el primer gran estelar de la actriz mexicana Dolores del Río en Hollywood. El Conde Illya Tolstoy, hijo de Leo Tolstoy, hizo un cameo encarnando a su propio padre.

## Reparto
- Dolores del Río como Katyusha Maslova.
- Rod La Rocque como el príncipe Dimitri Ivanovich.
- Lucy Beaumont como la tía Sophya.
- Vera Lewis como Tía María.

## Versión de 1931
Edwin Carewe dirigió la versión sonora de este filme en 1931, sustituyendo a Dolores del Río con la también actriz mexicana Lupe Vélez.

### Elenco
- Lupe Vélez como Katyusha Maslova.
- John Boles como Dimitry Ivanovich Precio.
- Rose Tapley como tía Sophya.
- Nance O'Neil como Tía María.